# Caldera (Asientos)
Caldera es una localidad del estado mexicano de Aguascalientes. Es parte del municipio de Asientos.

## Demografía
| Gráfica de evolución demográfica |
|                                  |

| Censo | Población |
| ----- | --------- |
| 1900  | 120       |
| 1910  | 70        |
| 1921  | 89        |
| 1930  | 112       |
| 1940  | 189       |
| 1950  | 198       |
| 1960  | 254       |
| 1970  | 384       |
| 1980  | 822       |
| 1990  | 752       |
| 2000  | 800       |
| 2010  | 945       |
| 2020  | 1 026     |